# Дом братьев Шахриных
Дом братьев Шахриных — двухэтажный полукаменный городской особняк в городе Куртамыше, Курганская область, Россия, памятник архитектуры. Построен в 1911—1914 годах братьями Николаем и Степаном Шахриными, ныне в здании располагается Куртамышский краеведческий музей имени Н. Д. Томина.

## История
Временный 2-й гильдии купец города Челябинска Иван Дмитриевич Шахрин (ок. 1852 — ?) приобрёл в слободе Куртамышской Куртамышевской волости Челябинского уезда Оренбургской губернии около 1875 года полукаменный дом 1867 года постройки. Его дети Николай (1874—?, прадед артиста Владимира Шахрина), Николай (1877/78—?), Пётр (1880—?), Николай (1886 — около 1941) и Степан. Шахрины владели земельными наделами и стадами скота, управляли мельницей и маслобойней, занимались обработкой овчины и производством валенок.
В 1911—1914 годах напротив своего старого дома братья возвели новый богато украшенный двухэтажный полукаменный особняк интересной архитектуры, стоимостью 7120 червонных рублей в ценах 1913 года.
После революции 1917 года, решением Куртамышского сельсовета в 1918 году на Шахриных была наложена контрибуция: у них отняли все производства, которыми владели братья. В период гражданской войны в доме Н. Шахрина был штаб красноармейцев. В 1920—1921 годах был организован приют для сирот.
8 августа 1923 года дом был национализирован. С августа 1923 года на второй этаж въехала канцелярия Куртамышского волостного (позже — районного) исполкома рабочих, крестьянских и красноармейских депутатов; три комнаты оставались за братьями до января 1924 года. На первом этаже была организована типография, которая выпускала различные бланки и брошюры, а с 29 марта 1930 года и районную газету «Путь колхоза».
В 1955 году особняк был передан музыкальной школе, а в помещениях типографии на первом этаже дома были две коммунальные квартиры и контора адвоката.
26 марта 1966 года здесь разместил экспозиции Куртамышский краеведческий музей, открытый в 1960 году в другом здании.
Постановлением Совета Министров РСФСР от 4 декабря 1974 года объект признан памятником архитектуры начала XX века. Решением Исполнительного комитета Курганского областного Совета народных депутатов от 6 сентября 1982 года № 688 «Здание, где в первые годы Советской власти помещался исполком районного Совета рабочих, крестьянских и солдатских депутатов» принято под государственную охрану.

## Архитектура
Невысокий цокольный этаж дома братьев Шахриных заложен из кирпича, основной объём здания выполнен деревянным. Сруб верхнего этажа изготовлен местными плотниками на лесной даче Куричье Займище в 9 километрах от слободы.
Дом увенчан восьмигранным куполом под черепичной кровлей с небольшим шпилем, оканчивающимся флюгером. Главный фасад с семью окнами в резных наличниках выходит на Нижний переулок. Массивный выдающийся вперёд карниз симметрично украшен четырьмя башенками с вытянутыми навершиями, рифмующимися с формой купола. Карниз разделён небольшим мезонином под треугольным фронтоном с балконом, ограждённым элегантной кованой решёткой. Фасад богато украшен ажурными резными вставками, на уровне цокольного этажа привлекают внимание изящные кирпичные сандрики над окнами. Единый ансамбль с домом братьев Шахриных составляют фигурные ворота, кирпичные столбы которых заканчиваются коническими колпачками, увенчанными луковками, и отдельно стоящее здание кладовой с монограммой «БрШ» (братья Шахрины) на фронтоне.

## Адрес
Курганская область, Куртамышский муниципальный округ, город Куртамыш, переулок Нижний, 5.